# 吉川峰夫
吉川 峰夫（よしかわ みねお、1947年10月3日 - ）は、元バスケットボール選手である。

## 来歴
住友金属で選手として活躍。
全日本にも選出され、1972年ミュンヘンオリンピックにも出場した。

## 代表歴
- 1971アジア選手権
- 1972ミュンヘンオリンピック
- 1973アジア選手権